# Polan, Reißeck
Polan je naselje v Občini Reißeck v Okraju Špital ob Dravi  na Koroškem v Avstriji.